# Unchain the Wolves
Unchain the Wolves è il primo album discografico del gruppo musicale australiano Deströyer 666, pubblicato nel 1997 dalla Modern Invasion Music.

## Tracce
1. Genesis to Genocide – 10:12
2. Australian and Anti-Christ – 4:06
3. Satan's Hammer – 4:14
4. Tyranny of the Inevitable – 7:00
5. Six Curses from a Spiritual Wasteland – 5:18
6. Unchain the Wolves – 10:17
7. Damnation's Pride – 3:48
8. Onward to Arktoga – 5:06

## Formazione
- K. K. Warslut - voce e chitarra
- Shrapnel - chitarra
- Phil Gresik - basso
- Ballistic 'Coz' Howitzer - batteria